# Хеферсвајлер
Хеферсвајлер (њем. Hefersweiler) општина је у њемачкој савезној држави Рајна-Палатинат. Једно је од 98 општинских средишта округа Кузел. Према процјени из 2010. у општини је живјело 506 становника. Посједује регионалну шифру (AGS) 7336036.

## Географски и демографски подаци
Хеферсвајлер се налази у савезној држави Рајна-Палатинат у округу Кузел. Општина се налази на надморској висини од 230 метара. Површина општине износи 7,2 km². У самом мјесту је, према процјени из 2010. године, живјело 506 становника. Просјечна густина становништва износи 70 становника/km².